# Чемпионат мира по футболу 1994

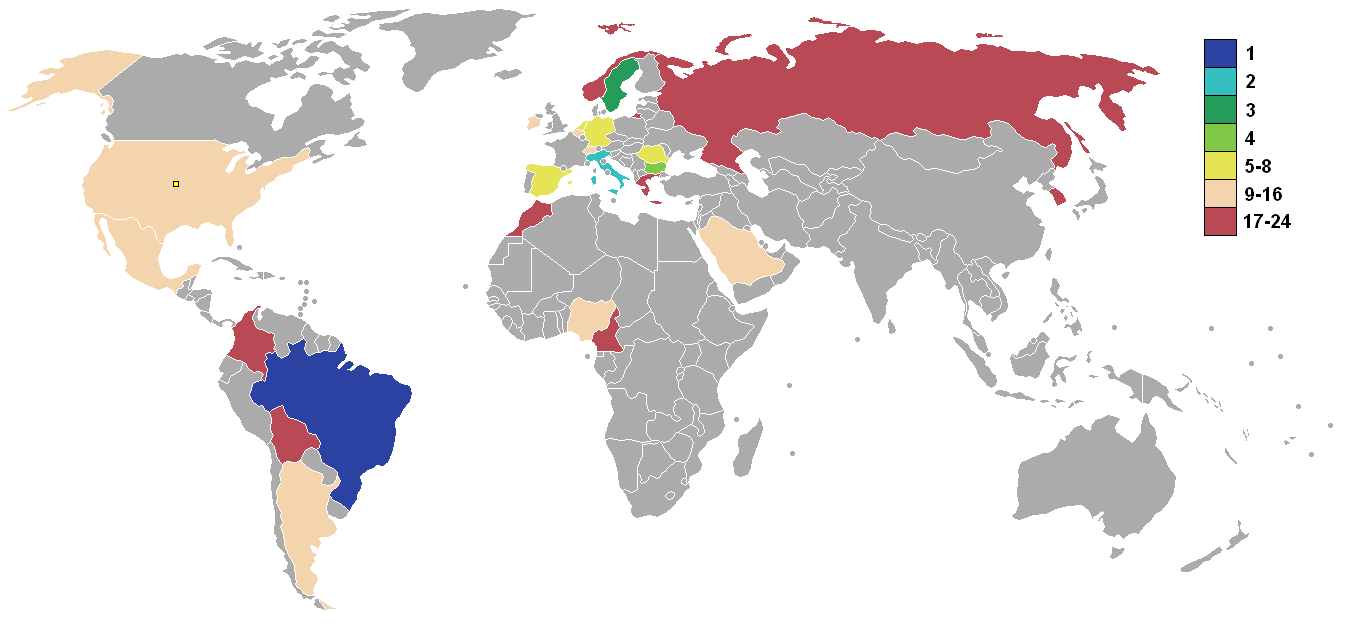
Страны, попавшие на чемпионат

Чемпионат мира по футболу 1994 года (англ. 1994 FIFA World Cup) проходил в США с 17 июня по 17 июля и стал 15-м розыгрышем Кубка мира среди национальных сборных. Чемпионом стала сборная Бразилии. Второе место заняла сборная Италии. Третье место сенсационно завоевала сборная Швеции, которая показала свой лучший результат с 1958 года. Четвёртое место, также сенсационно, заняла Болгария, которая в 1/4 финала выбила из соревнований действовавшего на тот момент чемпиона мира — сборную Германии. Это был последний чемпионат мира с участием 24 команд.

## Выбор страны-организатора
На роль принимающей стороны претендовали три страны: США, Бразилия и Марокко. Голосование состоялось в Цюрихе 4 июля 1988 года и проходило всего в один тур. Заявка США получила чуть более половины голосов членов Исполнительного комитета ФИФА. Международная федерация надеялась, что проведение там самого престижного турнира в мире приведет к росту интереса к футболу в стране.
Инспекционный комитет также обнаружил, что предложение Бразилии было недостаточным, а заявка Марокко основывалась на строительстве девяти новых стадионов. В то же время все предложенные стадионы от США уже были построены и полностью функционировали. Федерация футбола США потратила 500 миллионов долларов на подготовку и организацию турнира, что намного меньше, чем во время многих других чемпионатов мира. Таким образом американская заявка выглядела фаворитом.
Одним из требований ФИФА стало создание профессиональной футбольной лиги в стране. MLS была основана в 1993 году и начала свою деятельность в 1996 году. Поначалу были некоторые разногласия о присуждении права принять чемпионат мира США, где футбол не был особо популярным видом спорта. К тому же на тот момент, в 1988 году, в стране не было профессиональной лиги. NASL, созданная в 1960-х годах, была распущена в 1984 году после снижения посещаемости. Однако успех Летних Олимпийских игр 1984 года, в частности футбольного турнира, который собрал 1,4 миллиона зрителей, положительно повлиял на решение ФИФА.
США ранее подавали заявку на проведение чемпионата мира по футболу 1986 года после того, как Колумбия отказалась от проведения турнира в ноябре 1982 года из-за экономических проблем. Несмотря на презентацию, которую провели бывшие игроки Североамериканской футбольной лиги Пеле и Франц Беккенбауэр, а также бывший госсекретарь США Генри Киссинджер, Исполнительный комитет ФИФА выбрал Мексику.

## Города и стадионы
Девять городов принимали турнир:
| Пасадина (Лос-Анджелес) | Стэнфорд (Область залива Сан-Франциско)                                                                                | Понтиак (Детройт) | Ист-Ратерфорд (Нью-Йорк)                                                                                               |
| ----------------------- | --- | --- | --- |
| Роуз Боул               | Стэнфорд Стэдиум | Понтиак Силвердом | Джайантс Стэдиум |
| Вместимость: 94 194     | Вместимость: 84 147 | Вместимость: 77 557 | Вместимость: 76 322 |
|                         | | | |
| Даллас                  | Пасадина Понтиак Стэнфорд Ист- · Ратерфорд Орландо Чикаго Даллас Фоксборо ВашингтонЧемпионат мира по футболу 1994, США | Пасадина Понтиак Стэнфорд Ист- · Ратерфорд Орландо Чикаго Даллас Фоксборо ВашингтонЧемпионат мира по футболу 1994, США | Пасадина Понтиак Стэнфорд Ист- · Ратерфорд Орландо Чикаго Даллас Фоксборо ВашингтонЧемпионат мира по футболу 1994, США |
| Коттон Боул             | Пасадина Понтиак Стэнфорд Ист- · Ратерфорд Орландо Чикаго Даллас Фоксборо ВашингтонЧемпионат мира по футболу 1994, США | Пасадина Понтиак Стэнфорд Ист- · Ратерфорд Орландо Чикаго Даллас Фоксборо ВашингтонЧемпионат мира по футболу 1994, США | Пасадина Понтиак Стэнфорд Ист- · Ратерфорд Орландо Чикаго Даллас Фоксборо ВашингтонЧемпионат мира по футболу 1994, США |
| Вместимость: 64 000     | Пасадина Понтиак Стэнфорд Ист- · Ратерфорд Орландо Чикаго Даллас Фоксборо ВашингтонЧемпионат мира по футболу 1994, США | Пасадина Понтиак Стэнфорд Ист- · Ратерфорд Орландо Чикаго Даллас Фоксборо ВашингтонЧемпионат мира по футболу 1994, США | Пасадина Понтиак Стэнфорд Ист- · Ратерфорд Орландо Чикаго Даллас Фоксборо ВашингтонЧемпионат мира по футболу 1994, США |
|                         | Пасадина Понтиак Стэнфорд Ист- · Ратерфорд Орландо Чикаго Даллас Фоксборо ВашингтонЧемпионат мира по футболу 1994, США | Пасадина Понтиак Стэнфорд Ист- · Ратерфорд Орландо Чикаго Даллас Фоксборо ВашингтонЧемпионат мира по футболу 1994, США | Пасадина Понтиак Стэнфорд Ист- · Ратерфорд Орландо Чикаго Даллас Фоксборо ВашингтонЧемпионат мира по футболу 1994, США |
| Чикаго                  | Орландо | Фоксборо (Бостон) | Вашингтон |
| Солджер Филд            | Ситрус Боул | Фоксборо Стэдиум | Роберт Ф. Кеннеди Мемориэл Стэдиум                                                                                     |
| Вместимость: 63 160     | Вместимость: 62 387 | Вместимость: 54 456 | Вместимость: 53 121 |
|                         | | | |

Матчи чемпионата проводились на стадионах, вмещающих до 91 000 зрителей, что помогло установить абсолютные рекорды посещаемости матчей чемпионатов мира. Средняя посещаемость составила почти 69 000 зрителей за матч, побив предыдущий рекорд в 51 000 зрителей, установленный на чемпионате мира 1966 года. Общая посещаемость всех матчей превысила 3,6 миллиона человек.

## Квалификация
Сборная США автоматически получила право участия в финальном турнире в качестве организатора чемпионата, а сборная Германии — в качестве действующего чемпиона мира. Остальные 22 путёвки разыгрывались в континентальных отборочных турнирах. В квалификации приняли участие рекордные 147 сборных. Югославия и Ливия не были допущены к отбору из-за санкций ООН. Сборная Чили пропускала цикл из-за скандала «Эль Мараканасо».
Впервые в финальный турнир вышли Греция, Нигерия и Саудовская Аравия. Норвегия квалифицировалась впервые с 1938 года, Боливия — с 1950 года, а Швейцария — с 1966 года. В то же время впервые со времён Второй мировой войны на турнир не отобралась ни одна британская сборная.

## Участники финального турнира
24 сборные (в скобках указан рейтинг перед турниром) квалифицировались на чемпионатː

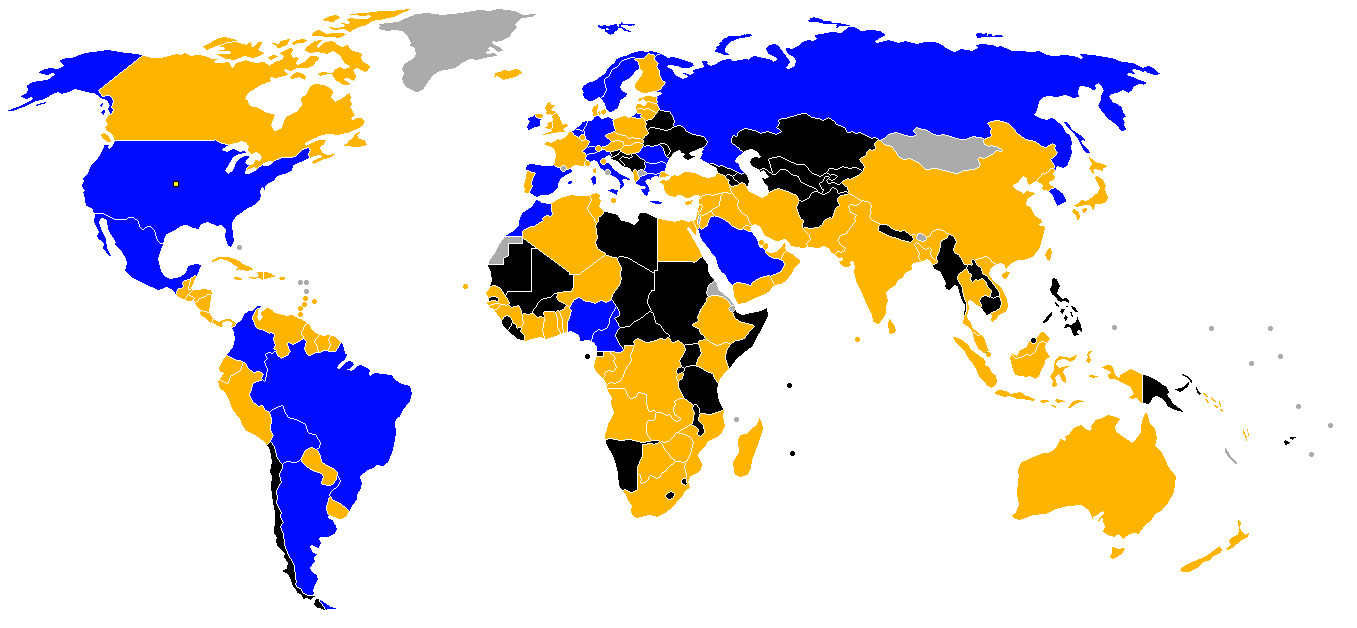
Страны, прошедшие отбор
Страны, выбывшие в отборе
Не участвовавшие и отстранённые страны
Страна — не член ФИФА

| АФК (2) - Саудовская Аравия (34) - Республика Корея (37) КАФ (3) - Камерун (24) - Марокко (28) - Нигерия (11) | КОНКАКАФ (2) - Мексика (16) - США (23) (хозяева) КОНМЕБОЛ (4) - Аргентина (8) - Бразилия (3) - Боливия (43) - Колумбия (17) | УЕФА (13) - Бельгия (27) - Болгария (29) - Германия (1) - Греция (31) - Италия (4) - Нидерланды (2) - Норвегия (6) - Ирландия (14) - Румыния (7) - Россия (19) - Испания (5) - Швеция (10) - Швейцария (12) |  |

## Жеребьёвка
Состав четырёх корзин для жеребьёвки был основан на Мировом рейтинге ФИФА (по состоянию на 1993 год) и на результатах команд на трёх предыдущих чемпионатах мира. Рейтинги команд перед турниром указаны в скобках. Принцип жеребьёвки заключался в том, что в каждой группе должно быть не менее двух европейских команд, США и Мексика не могут сыграть в одной группе, а Бразилия и Аргентина не могут сыграть с другой южноамериканской командой.
| Корзина 1 (Топ-5 + хозяева) | Корзина 2 (Африка + Америка)                                                               | Корзина 3 (Европа 1–6)                                                                     | Корзина 4 (Европа 7–10 + Азия)                                                                               |
| --- | ------------------------------------------------------------------------------------------ | ------------------------------------------------------------------------------------------ | --- |
| - США (хозяева) (23) - Германия (действующие чемпионы) (1) - Аргентина (финалисты 1990) (8) - Бельгия (27) - Бразилия (3) - Италия (3-е место в 1990) (4) | - Камерун (24) - Марокко (28) - Нигерия (11) - Боливия (43) - Колумбия (17) - Мексика (16) | - Болгария (29) - Ирландия (14) - Нидерланды (2) - Румыния (7) - Испания (5) - Россия (19) | - Греция (31) - Норвегия (6) - Швеция (10) - Швейцария (12) - Республика Корея (37) - Саудовская Аравия (34) |

Жеребьёвка турнира состоялась 19 декабря 1993 года в Конференц-центре Лас-Вегаса под руководством генерального секретаря ФИФА Зеппа Блаттера. В жеребьёвке участвовали Эвандер Холифилд, Франц Беккенбауэр, Робин Уильямс. Им помогали: Эйсебио, Тони Меола, Роже Милла, Бобби Чарльтон, Мишель Платини, Марко ван Бастен, Бо Бриджес, Мишель Экерс, Кэрол Альт, Питер Макс, Марио Андретти, Мэри Лу Реттон.
На церемонии лучшим футболистом 1993 года был объявлен Роберто Баджо.

## Судьи
| КАФ - Ан-Ян Лим Ки Чон - Неджи Джуини АФК - Джамаль аш-Шариф - Али Буджсаим УЕФА - Фабио Бальдас - Мануэль Диас Вега - Филип Дон - Бу Карлссон - Хельмут Круг - Петер Миккельсен - Лесли Моттрам - Пьерлуиджи Пайретто - Шандор Пуль - Жоэль Кинью - Курт Рётлисбергер - Марио ван дер Энде | КОНКАКАФ - Артуро Анхелес - Родриго Бадилья - Артуро Брисио Картер КОНМЕБОЛ - Хосе Торрес Кадена - Эрнесто Филиппи - Франсиско Оскар Ламолина - Ренато Марсилья - Альберто Техада |

## Церемония открытия
Церемония открытия 15-го чемпионата мира по футболу прошла 17 июня 1994 на стадионе Солджер Филд в Чикаго перед первым матчем чемпионата Германия — Боливия. 
Исполнителей объявляла американская телеведущая Опра Уинфри. 
На церемонии выступили американские артисты Дайана Росс (в начале; она же пробила символическое пенальти) и Джон Секада (в конце), которые исполнили попурри из своих самых известных песен. 

С приветственной речью к гостям обратился глава Федерации футбола США Алан Ротенберг, далее на поле были вынесены флаги всех 24 стран участников чемпионата, а коллективы артистов этих стран в порядке алфавита исполнили короткие танцевальные номера под свою фольклорную музыку. 
Также на церемонии торжественные речи произнесли глава ФИФА Жоао Авеланж и 42-й президент США Билл Клинтон.  

Ричардом Марксом был исполнен гимн США, а Францем Беккенбауэром на поле был вынесен разыгрываемый командами Кубок мира. Церемония завершилась гимном чемпионата, песней «Gloryland», исполненной Дэрилом Холлом.

## Групповой этап
Впервые на чемпионатах мира за победу присуждалось 3 очка (ранее было 2), за ничью — 1, за поражение — 0.

### Группа A
| Поз | Команда   | И | В | Н | П | МЗ | МП | РМ | О | Квалификация     |
| --- | --------- | - | - | - | - | -- | -- | -- | - | ---------------- |
| 1   | Румыния   | 3 | 2 | 0 | 1 | 5  | 5  | 0  | 6 | Выход в плей-офф |
| 2   | Швейцария | 3 | 1 | 1 | 1 | 5  | 4  | +1 | 4 | Выход в плей-офф |
| 3   | США (Х)   | 3 | 1 | 1 | 1 | 3  | 3  | 0  | 4 | Выход в плей-офф |
| 4   | Колумбия  | 3 | 1 | 0 | 2 | 4  | 5  | −1 | 3 |                  |

| США         | 1:1     | Швейцария |
| ----------- | ------- | --------- |
| Виналда 45′ | (отчёт) | Брежи 39′ |

| Колумбия     | 1:3     | Румыния                       |
| ------------ | ------- | ----------------------------- |
| Валенсия 43′ | (отчёт) | - Рэдучою 15′ 89′ - Хаджи 34′ |

| Румыния   | 1:4     | Швейцария                                 |
| --------- | ------- | ----------------------------------------- |
| Хаджи 35′ | (отчёт) | - Сюттер 16′ - Шапюиза 52′ - Кнуп 65′ 72′ |

| США                               | 2:1     | Колумбия     |
| --------------------------------- | ------- | ------------ |
| - Эскобар 35′ (авт.) - Стюарт 52′ | (отчёт) | Валенсия 90′ |

| Швейцария | 0:2     | Колумбия                   |
| --------- | ------- | -------------------------- |
|           | (отчёт) | - Гавирия 44′ - Лосано 90′ |

| США | 0:1     | Румыния      |
| --- | ------- | ------------ |
|     | (отчёт) | Петреску 18′ |

### Группа B
| Поз | Команда  | И | В | Н | П | МЗ | МП | РМ | О | Квалификация     |
| --- | -------- | - | - | - | - | -- | -- | -- | - | ---------------- |
| 1   | Бразилия | 3 | 2 | 1 | 0 | 6  | 1  | +5 | 7 | Выход в плей-офф |
| 2   | Швеция   | 3 | 1 | 2 | 0 | 6  | 4  | +2 | 5 | Выход в плей-офф |
| 3   | Россия   | 3 | 1 | 0 | 2 | 7  | 6  | +1 | 3 |                  |
| 4   | Камерун  | 3 | 0 | 1 | 2 | 3  | 11 | −8 | 1 |                  |

| Камерун                     | 2:2     | Швеция               |
| --------------------------- | ------- | -------------------- |
| - Эмбе 31′ - Омам-Бийик 47′ | (отчёт) | - Юнг 8′ - Далин 75′ |

| Бразилия                       | 2:0     | Россия |
| ------------------------------ | ------- | ------ |
| - Ромарио 26′ - Раи 52′ (пен.) | (отчёт) |        |

| Бразилия                                       | 3:0     | Камерун |
| ---------------------------------------------- | ------- | ------- |
| - Ромарио 39′ - Марсио Сантос 66′ - Бебето 73′ | (отчёт) |         |

| Швеция                              | 3:1     | Россия            |
| ----------------------------------- | ------- | ----------------- |
| - Бролин 37′ (пен.) - Далин 59′ 81′ | (отчёт) | Саленко 4′ (пен.) |

| Россия                                              | 6:1     | Камерун   |
| --------------------------------------------------- | ------- | --------- |
| - Саленко 15′ 41′ 44′ (пен.) 72′ 75′ - Радченко 81′ | (отчёт) | Милла 46′ |

| Бразилия    | 1:1     | Швеция           |
| ----------- | ------- | ---------------- |
| Ромарио 46′ | (отчёт) | К. Андерссон 23′ |

### Группа C
| Поз | Команда          | И | В | Н | П | МЗ | МП | РМ | О | Квалификация     |
| --- | ---------------- | - | - | - | - | -- | -- | -- | - | ---------------- |
| 1   | Германия         | 3 | 2 | 1 | 0 | 5  | 3  | +2 | 7 | Выход в плей-офф |
| 2   | Испания          | 3 | 1 | 2 | 0 | 6  | 4  | +2 | 5 | Выход в плей-офф |
| 3   | Республика Корея | 3 | 0 | 2 | 1 | 4  | 5  | −1 | 2 |                  |
| 4   | Боливия          | 3 | 0 | 1 | 2 | 1  | 4  | −3 | 1 |                  |

| Германия      | 1:0     | Боливия |
| ------------- | ------- | ------- |
| Клинсманн 61′ | (отчёт) |         |

| Испания                       | 2:2     | Республика Корея                   |
| ----------------------------- | ------- | ---------------------------------- |
| - Салинас 51′ - Гойкоэчеа 55′ | (отчёт) | - Хон Мён Бо 85′ - Со Джон Вон 90′ |

| Германия      | 1:1     | Испания       |
| ------------- | ------- | ------------- |
| Клинсманн 48′ | (отчёт) | Гойкоэчеа 14′ |

| Республика Корея | 0:0     | Боливия |
| ---------------- | ------- | ------- |
|                  | (отчёт) |         |

| Боливия       | 1:3     | Испания                                   |
| ------------- | ------- | ----------------------------------------- |
| Э. Санчес 67′ | (отчёт) | - Гвардиола 19′ (пен.) - Каминеро 66′ 70′ |

| Германия                        | 3:2     | Республика Корея                    |
| ------------------------------- | ------- | ----------------------------------- |
| - Клинсманн 12′ 37′ - Ридле 20′ | (отчёт) | - Хван Сон Хон 52′ - Хон Мён Бо 63′ |

### Группа D
| Поз | Команда   | И | В | Н | П | МЗ | МП | РМ  | О | Квалификация     |
| --- | --------- | - | - | - | - | -- | -- | --- | - | ---------------- |
| 1   | Нигерия   | 3 | 2 | 0 | 1 | 6  | 2  | +4  | 6 | Выход в плей-офф |
| 2   | Болгария  | 3 | 2 | 0 | 1 | 6  | 3  | +3  | 6 | Выход в плей-офф |
| 3   | Аргентина | 3 | 2 | 0 | 1 | 6  | 3  | +3  | 6 | Выход в плей-офф |
| 4   | Греция    | 3 | 0 | 0 | 3 | 0  | 10 | −10 | 0 |                  |

| Аргентина                                    | 4:0     | Греция |
| -------------------------------------------- | ------- | ------ |
| - Батистута 2′ 44′ 90′ (пен.) - Марадона 60′ | (отчёт) |        |

| Нигерия                                  | 3:0     | Болгария |
| ---------------------------------------- | ------- | -------- |
| - Йекини 21′ - Амокачи 43′ - Амунике 55′ | (отчёт) |          |

| Аргентина       | 2:1     | Нигерия   |
| --------------- | ------- | --------- |
| Каниджа 21′ 28′ | (отчёт) | Сиасиа 8′ |

| Болгария                                                     | 4:0     | Греция |
| ------------------------------------------------------------ | ------- | ------ |
| - Стоичков 5′ (пен.) 55′ (пен.) - Лечков 65′ - Боримиров 90′ | (отчёт) |        |

| Аргентина | 0:2     | Болгария                       |
| --------- | ------- | ------------------------------ |
|           | (отчёт) | - Стоичков 61′ - Сираков 90+3′ |

| Греция | 0:2     | Нигерия                    |
| ------ | ------- | -------------------------- |
|        | (отчёт) | - Джордж 45′ - Амокачи 90′ |

### Группа E
| Поз | Команда  | И | В | Н | П | МЗ | МП | РМ | О | Квалификация     |
| --- | -------- | - | - | - | - | -- | -- | -- | - | ---------------- |
| 1   | Мексика  | 3 | 1 | 1 | 1 | 3  | 3  | 0  | 4 | Выход в плей-офф |
| 2   | Ирландия | 3 | 1 | 1 | 1 | 2  | 2  | 0  | 4 | Выход в плей-офф |
| 3   | Италия   | 3 | 1 | 1 | 1 | 2  | 2  | 0  | 4 | Выход в плей-офф |
| 4   | Норвегия | 3 | 1 | 1 | 1 | 1  | 1  | 0  | 4 |                  |

| Италия | 0:1     | Ирландия   |
| ------ | ------- | ---------- |
|        | (отчёт) | Хаутон 11′ |

| Норвегия    | 1:0     | Мексика |
| ----------- | ------- | ------- |
| Рекдаль 84′ | (отчёт) |         |

| Италия       | 1:0     | Норвегия |
| ------------ | ------- | -------- |
| Д. Баджо 69′ | (отчёт) |          |

| Мексика        | 2:1     | Ирландия    |
| -------------- | ------- | ----------- |
| Гарсия 42′ 65′ | (отчёт) | Олдридж 84′ |

| Италия      | 1:1     | Мексика     |
| ----------- | ------- | ----------- |
| Массаро 48′ | (отчёт) | Берналь 57′ |

| Ирландия | 0:0     | Норвегия |
| -------- | ------- | -------- |
|          | (отчёт) |          |

### Группа F
| Поз | Команда           | И | В | Н | П | МЗ | МП | РМ | О | Квалификация     |
| --- | ----------------- | - | - | - | - | -- | -- | -- | - | ---------------- |
| 1   | Нидерланды        | 3 | 2 | 0 | 1 | 4  | 3  | +1 | 6 | Выход в плей-офф |
| 2   | Саудовская Аравия | 3 | 2 | 0 | 1 | 4  | 3  | +1 | 6 | Выход в плей-офф |
| 3   | Бельгия           | 3 | 2 | 0 | 1 | 2  | 1  | +1 | 6 | Выход в плей-офф |
| 4   | Марокко           | 3 | 0 | 0 | 3 | 2  | 5  | −3 | 0 |                  |

| Бельгия    | 1:0     | Марокко |
| ---------- | ------- | ------- |
| Дегриз 11′ | (отчёт) |         |

| Нидерланды               | 2:1     | Саудовская Аравия |
| ------------------------ | ------- | ----------------- |
| - Йонк 50′ - Таумент 86′ | (отчёт) | Анвар 18′         |

| Бельгия    | 1:0     | Нидерланды |
| ---------- | ------- | ---------- |
| Альбер 65′ | (отчёт) |            |

| Саудовская Аравия                  | 2:1     | Марокко  |
| ---------------------------------- | ------- | -------- |
| - Аль-Джабер 7′ (пен.) - Анвар 45′ | (отчёт) | Шауш 26′ |

| Бельгия | 0:1     | Саудовская Аравия |
| ------- | ------- | ----------------- |
|         | (отчёт) | Аль-Овайран 5′    |

| Марокко   | 1:2     | Нидерланды               |
| --------- | ------- | ------------------------ |
| Надер 47′ | (отчёт) | - Бергкамп 43′ - Рой 77′ |

### Рейтинг команд, занявших третье место
| Поз | Гр. | Команда          | И | В | Н | П | МЗ | МП | РМ | О | Квалификация     |
| --- | --- | ---------------- | - | - | - | - | -- | -- | -- | - | ---------------- |
| 1   | D   | Аргентина        | 3 | 2 | 0 | 1 | 6  | 3  | +3 | 6 | Выход в плей-офф |
| 2   | F   | Бельгия          | 3 | 2 | 0 | 1 | 2  | 1  | +1 | 6 | Выход в плей-офф |
| 3   | A   | США              | 3 | 1 | 1 | 1 | 3  | 3  | 0  | 4 | Выход в плей-офф |
| 4   | E   | Италия           | 3 | 1 | 1 | 1 | 2  | 2  | 0  | 4 | Выход в плей-офф |
| 5   | B   | Россия           | 3 | 1 | 0 | 2 | 7  | 6  | +1 | 3 |                  |
| 6   | C   | Республика Корея | 3 | 0 | 2 | 1 | 4  | 5  | −1 | 2 |                  |

## Плей-офф
Согласно регламенту, если в стадии плей-офф основное время завершалось вничью, назначалось дополнительное время (два тайма по 15 минут). Если и после этого победителя выявить не удалось, проводились послематчевые пенальти.

### Сетка турнира
|  | 1/8 финала             | 1/8 финала              |                         |       | Четвертьфиналы       | Четвертьфиналы       |                    |                    | Полуфиналы | Полуфиналы |  |  | Финал | Финал |
|  |                        |                         |                         |       |                      |                      |                    |                    |            |            |  |  |       |       |
|  | 3 июля — Пасадина      |                         |                         |       |                      |                      |                    |                    |            |            |  |  |       |       |
|  |                        |                         |                         |       |                      |                      |                    |                    |            |            |  |  |       |       |
|  | Румыния                | 3                       |                         |       |                      |                      |                    |                    |            |            |  |  |       |       |
|  | Румыния                | 3                       | 10 июля — Пало-Алто     |       |                      |                      |                    |                    |            |            |  |  |       |       |
|  | Аргентина              | 2                       |                         |       |                      |                      |                    |                    |            |            |  |  |       |       |
|  | Аргентина              | 2                       | Румыния                 | 2 (4) |                      |                      |                    |                    |            |            |  |  |       |       |
|  | 3 июля — Даллас        |                         | Румыния                 | 2 (4) |                      |                      |                    |                    |            |            |  |  |       |       |
|  |                        | Швеция (пен.)           | 2 (5)                   |       |                      |                      |                    |                    |            |            |  |  |       |       |
|  | Швеция                 | Швеция (пен.)           | 2 (5)                   | 3     |                      |                      |                    |                    |            |            |  |  |       |       |
|  | Швеция                 |                         | 13 июля — Пасадина      | 3     |                      |                      |                    |                    |            |            |  |  |       |       |
|  | Саудовская Аравия      | 1                       |                         |       |                      |                      |                    |                    |            |            |  |  |       |       |
|  | Саудовская Аравия      | 1                       | Швеция                  | 0     |                      |                      |                    |                    |            |            |  |  |       |       |
|  | 4 июля — Пало-Алто     |                         | Швеция                  | 0     |                      |                      |                    |                    |            |            |  |  |       |       |
|  |                        | Бразилия                | 1                       |       |                      |                      |                    |                    |            |            |  |  |       |       |
|  | Бразилия               | Бразилия                | 1                       | 1     |                      |                      |                    |                    |            |            |  |  |       |       |
|  | Бразилия               | 9 июля — Даллас         |                         | 1     |                      |                      |                    |                    |            |            |  |  |       |       |
|  | США                    | 0                       |                         |       |                      |                      |                    |                    |            |            |  |  |       |       |
|  | США                    | 0                       | Бразилия                | 3     |                      |                      |                    |                    |            |            |  |  |       |       |
|  | 4 июля — Орландо       |                         | Бразилия                | 3     |                      |                      |                    |                    |            |            |  |  |       |       |
|  |                        | Нидерланды              | 2                       |       |                      |                      |                    |                    |            |            |  |  |       |       |
|  | Нидерланды             | Нидерланды              | 2                       | 2     |                      |                      |                    |                    |            |            |  |  |       |       |
|  | Нидерланды             |                         | 17 июля — Пасадина      | 2     |                      |                      |                    |                    |            |            |  |  |       |       |
|  | Ирландия               | 0                       |                         |       |                      |                      |                    |                    |            |            |  |  |       |       |
|  | Ирландия               | 0                       | Бразилия (пен.)         | 0 (3) |                      |                      |                    |                    |            |            |  |  |       |       |
|  | 2 июля — Чикаго        |                         | Бразилия (пен.)         | 0 (3) |                      |                      |                    |                    |            |            |  |  |       |       |
|  |                        | Италия                  | 0 (2)                   |       |                      |                      |                    |                    |            |            |  |  |       |       |
|  | Германия               | Италия                  | 0 (2)                   | 3     |                      |                      |                    |                    |            |            |  |  |       |       |
|  | Германия               | 10 июля — Ист-Ратерфорд |                         | 3     |                      |                      |                    |                    |            |            |  |  |       |       |
|  | Бельгия                | 2                       |                         |       |                      |                      |                    |                    |            |            |  |  |       |       |
|  | Бельгия                | 2                       | Германия                | 1     |                      |                      |                    |                    |            |            |  |  |       |       |
|  | 5 июля — Ист-Ратерфорд |                         | Германия                | 1     |                      |                      |                    |                    |            |            |  |  |       |       |
|  |                        | Болгария                | 2                       |       |                      |                      |                    |                    |            |            |  |  |       |       |
|  | Мексика                | Болгария                | 2                       | 1 (1) |                      |                      |                    |                    |            |            |  |  |       |       |
|  | Мексика                |                         | 13 июля — Ист-Ратерфорд | 1 (1) |                      |                      |                    |                    |            |            |  |  |       |       |
|  | Болгария (пен.)        | 1 (3)                   |                         |       |                      |                      |                    |                    |            |            |  |  |       |       |
|  | Болгария (пен.)        | 1 (3)                   | Болгария                | 1     |                      |                      |                    |                    |            |            |  |  |       |       |
|  | 5 июля — Фоксборо      |                         | Болгария                | 1     |                      |                      |                    |                    |            |            |  |  |       |       |
|  |                        | Италия                  | 2                       |       | Матч за третье место | Матч за третье место |                    |                    |            |            |  |  |       |       |
|  | Нигерия                | Италия                  | 2                       | 1     | Матч за третье место | Матч за третье место |                    |                    |            |            |  |  |       |       |
|  | Нигерия                | 9 июля — Фоксборо       | 9 июля — Фоксборо       | 1     |                      |                      | 16 июля — Пасадина | 16 июля — Пасадина |            |            |  |  |       |       |
|  | Италия (доп. вр.)      | 9 июля — Фоксборо       | 9 июля — Фоксборо       | 2     |                      |                      | 16 июля — Пасадина | 16 июля — Пасадина |            |            |  |  |       |       |
|  | Италия (доп. вр.)      | Испания                 | 1                       | 2     | Швеция               | 4                    |                    |                    |            |            |  |  |       |       |
|  | 2 июля — Вашингтон     | Испания                 | 1                       |       | Швеция               | 4                    |                    |                    |            |            |  |  |       |       |
|  |                        | Италия                  | 2                       |       | Болгария             | 0                    |                    |                    |            |            |  |  |       |       |
|  | Испания                | Италия                  | 2                       | 3     | Болгария             | 0                    |                    |                    |            |            |  |  |       |       |
|  | Испания                |                         |                         | 3     |                      |                      |                    |                    |            |            |  |  |       |       |
|  | Швейцария              | 0                       |                         |       |                      |                      |                    |                    |            |            |  |  |       |       |
|  | Швейцария              | 0                       |                         |       |                      |                      |                    |                    |            |            |  |  |       |       |

### 1/8 финала
| Германия                        | 3:2     | Бельгия                |
| ------------------------------- | ------- | ---------------------- |
| - Фёллер 6′ 40′ - Клинсманн 11′ | (отчёт) | - Грюн 8′ - Альбер 90′ |

| Испания                                                | 3:0     | Швейцария |
| ------------------------------------------------------ | ------- | --------- |
| - Йерро 15′ - Луис Энрике 74′ - Бегиристайн 86′ (пен.) | (отчёт) |           |

| Саудовская Аравия | 1:3     | Швеция                            |
| ----------------- | ------- | --------------------------------- |
| Аль-Гашиян 85′    | (отчёт) | - Далин 6′ - К. Андерссон 51′ 88′ |

| Румыния                          | 3:2     | Аргентина                           |
| -------------------------------- | ------- | ----------------------------------- |
| - Думитреску 11′ 18′ - Хаджи 58′ | (отчёт) | - Батистута 16′ (пен.) - Бальбо 75′ |

| Нидерланды                | 2:0     | Ирландия |
| ------------------------- | ------- | -------- |
| - Бергкамп 11′ - Йонк 41′ | (отчёт) |          |

| Бразилия   | 1:0     | США |
| ---------- | ------- | --- |
| Бебето 72′ | (отчёт) |     |

| Нигерия     | 1:2 (доп. вр.) | Италия                   |
| ----------- | -------------- | ------------------------ |
| Амунеке 25′ | (отчёт)        | Р. Баджо 88′ 102′ (пен.) |

| Мексика                                     | 1:1 (доп. вр.) | Болгария                                |
| ------------------------------------------- | -------------- | --------------------------------------- |
| Гарсия Аспе 18′ (пен.)                      | (отчёт)        | Стоичков 6′                             |
| Пенальти                                    |                |                                         |
| - Гарсия Аспе - Берналь - Родригес - Суарес | 1:3            | - Балаков - Генчев - Боримиров - Лечков |

### Четвертьфиналы
| Италия                        | 2:1     | Испания      |
| ----------------------------- | ------- | ------------ |
| - Д. Баджо 25′ - Р. Баджо 88′ | (отчёт) | Каминеро 58′ |

| Нидерланды                  | 2:3     | Бразилия                                |
| --------------------------- | ------- | --------------------------------------- |
| - Бергкамп 64′ - Винтер 76′ | (отчёт) | - Ромарио 53′ - Бебето 63′ - Бранко 81′ |

| Болгария                    | 2:1     | Германия           |
| --------------------------- | ------- | ------------------ |
| - Стоичков 75′ - Лечков 78′ | (отчёт) | Маттеус 47′ (пен.) |

| Румыния                                                         | 2:2 (доп. вр.) | Швеция                                                             |
| --------------------------------------------------------------- | -------------- | ------------------------------------------------------------------ |
| Рэдучою 88′ 101′                                                | (отчёт)        | - Бролин 78′ - К. Андерссон 115′                                   |
| Пенальти                                                        |                |                                                                    |
| - Рэдучою - Хаджи - Лупеску - Петреску - Думитреску - Белодедич | 4:5            | - Мильд - К. Андерссон - Бролин - Ингессон - Р. Нильссон - Ларссон |

### Полуфиналы
| Болгария            | 1:2     | Италия           |
| ------------------- | ------- | ---------------- |
| Стоичков 44′ (пен.) | (отчёт) | Р. Баджо 21′ 25′ |

| Швеция | 0:1     | Бразилия    |
| ------ | ------- | ----------- |
|        | (отчёт) | Ромарио 80′ |

### Матч за третье место
| Швеция                                                   | 4:0     | Болгария |
| -------------------------------------------------------- | ------- | -------- |
| - Бролин 8′ - Мильд 30′ - Ларссон 37′ - К. Андерссон 40′ | (отчёт) |          |

### Финал
| Бразилия                                   | 0:0 (доп. вр.) | Италия                                             |
| ------------------------------------------ | -------------- | -------------------------------------------------- |
|                                            | (отчёт)        |                                                    |
| Пенальти                                   |                |                                                    |
| - Марсио Сантос - Ромарио - Бранко - Дунга | 3:2            | - Барези - Альбертини - Эвани - Массаро - Р. Баджо |

## Чемпион
| Чемпион мира по футболу 1994 |
| Бразилия Четвёртый титул     |

## Бомбардиры
6 голов
| - Христо Стоичков (3 пен.) | - Олег Саленко (2 пен.) |  |

5 голов
| - Ромарио - Юрген Клинсман | - Роберто Баджо (1 пен.) | - Кеннет Андерссон |

4 гола
| - Габриэль Батистута (2 пен.) | - Флорин Рэдучою | - Мартин Далин |

3 гола
| - Бебето - Хосе Луис Каминеро | - Деннис Бергкамп - Георге Хаджи | - Томас Бролин (1 пен.) |

2 гола
| - Клаудио Каниджа - Филипп Альбер - Йордан Лечков - Руди Фёллер - Йон Андони Гойкоэчеа | - Дино Баджо - Адольфо Валенсия - Луис Гарсия - Дэниел Амокачи - Эммануэль Амунеке | - Вим Йонк - Хон Мён Бо - Илие Думитреску - Фуад Амин - Адриан Кнуп |

1 гол
| - Абель Бальбо - Диего Марадона - Жорж Грюн - Марк Дегриз - Эрвин Санчес - Бранко - Марсио Сантос - Раи (пен.) - Даниел Боримиров - Наско Сираков - Лотар Маттеус (пен.) - Карл-Хайнц Ридле - Джон Олдридж - Рэй Хаутон - Чики Бегиристайн (пен.) - Пеп Гвардиола (пен.) - Фернандо Йерро | - Хулио Салинас - Луис Энрике - Даниеле Массаро - Роже Милла - Франсуа Омам-Бийик - Давид Эмбе - Эрнан Гавирия - Джон Харольд Лосано - Мохаммед Шауш - Хасен Надер - Марселино Берналь - Альберто Гарсия Аспе (пен.) - Финиди Джордж - Рашиди Йекини - Самсон Сиасиа - Арон Винтер - Брайан Рой | - Гастон Таумент - Хьетиль Рекдаль - Со Джон Вон - Хван Сон Хон - Дан Петреску - Дмитрий Радченко - Фахад аль-Гашиян - Сами аль-Джабир (пен.) - Саид аль-Увайран - Эрик Виналда - Эрни Стюарт - Хенрик Ларссон - Хокан Мильд - Рогер Юнг - Жорж Брежи - Ален Сюттер - Стефан Шапюиза |

Автогол
- Андрес Эскобар (в матче с США)

## Награды
По итогам чемпионата мира были вручены следующие награды:
- лучшему игроку чемпионата
  - Золотой мяч —  Ромарио
  - Серебряный мяч —  Роберто Баджо
  - Бронзовый мяч —  Христо Стоичков
- лучшему бомбардиру чемпионата
  - Золотая бутса —  Христо Стоичков и  Олег Саленко
  - Серебряная бутса —  Ромарио и  Кеннет Андерссон
- Приз имени Льва Яшина — лучшему вратарю чемпионата —  Мишель Прюдомм
- Лучший молодой игрок —  Марк Овермарс
- Приз честной игры —  Бразилия
- Самая интересная команда —  Бразилия

## Символическая сборная
В символическую сборную чемпионата мира 1994 года вошло 11 игроков, выбранных специальным комитетом ФИФА.
- Вратари
  -  Мишель Прюдомм
- Защитники
  -  Жоржиньо
  -  Марсио Сантос
  -  Паоло Мальдини
- Полузащитники
  -  Дунга
  -  Красимир Балаков
  -  Георге Хаджи
  -  Томас Бролин
- Нападающие
  -  Ромарио
  -  Христо Стоичков
  - 🇮🇹 Роберто Баджо

## Талисман
Официальным талисманом чемпионата мира был Striker (The World Cup Pup) — собака с мячом, которая носит футбольную форму, содержащую цвета американского флага. Striker был разработан анимационной командой Warner Bros. Собака была выбрана в качестве талисмана, потому что собаки — распространённое домашнее животное в США.

## Официальный мяч

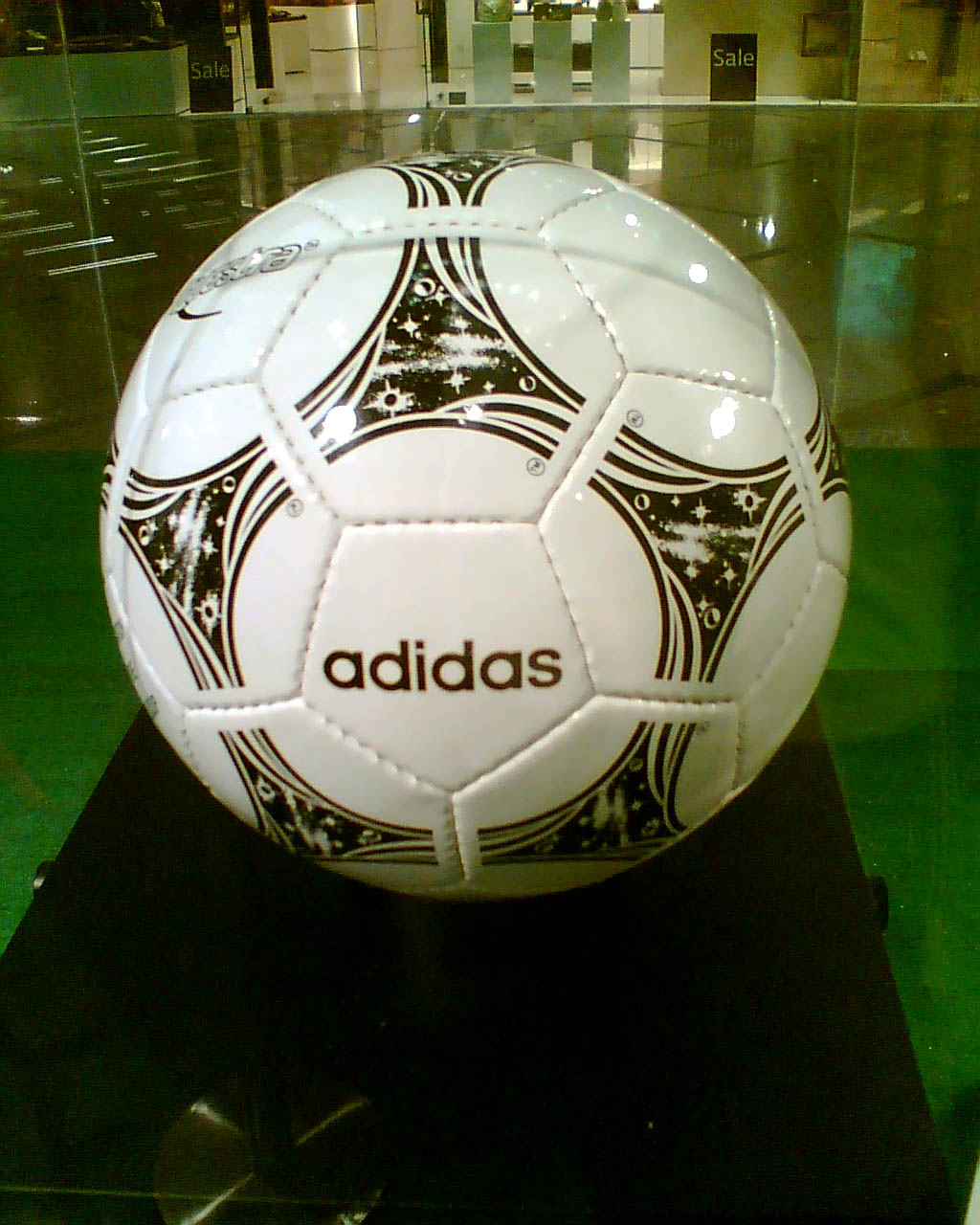
Официальный мяч турнира Adidas Questra.

Официальным мячом турнира являлся Adidas Questra. Как и в предыдущие разы дизайн был основан на стиле Adidas Tango. Он включал в себя изображения космической тематики, что было связано в том числе с 25-летием миссии Аполлон-11, в рамках которой произошла первая высадка человека на Луну, что считается одной из самых знаковых дат в истории США.
В процессе разработки Questra компания Adidas пыталась создать более лёгкий мяч с хорошей отдачей. Изготовив новый мяч из пяти различных материалов и обернув его пенополистиролом, Adidas сделал его более водонепроницаемым и обеспечил большее ускорение при ударах ногами. Следовательно, мяч стал мягче на ощупь, а также улучшился контроль за ним. Это стало заметно в течение первой недели чемпионата, когда игроки быстро адаптировались к новому мячу и смогли забивать отличные голы. Однако некоторые вратари жаловались на непредсказуемость полёта во влажную погоду, что особенно затрудняло совершение сэйвов.

## Спонсоры
| Спонсоры чемпионата мира                                                                                      | Национальная поддержка                                                                                                |
| --- | --- |
| - Adidas - Canon - Coca-Cola - Gillette - EDS - Fujifilm - JVC - MasterCard - McDonald's - Philips - Snickers | - American Airlines - General Motors (Chevrolet, GMC, Pontiac) - Energizer - Sheraton - Sun Microsystems - Upper Deck |